# 湖南省少年儿童图书馆
湖南省少年儿童图书馆位于长沙市开福区中山路70号，成立于1981年，是中国最早独立建制的省少儿图书馆。

## 场馆建筑
服务窗口公布：
| 楼层 | 服务窗口                                              |
| ---- | ----------------------------------------------------- |
| 一楼 | 办证处、图画王国、绘本馆、综合图书阅览室              |
| 二楼 | 文学图书借阅室、综合图书借阅室                        |
| 三楼 | 教育参考室、报刊借阅室、声像资料借阅室、盲人阅览室    |
| 四楼 | 电子阅览室、科普 外语阅览室、个性手工坊、保存本阅览室 |
| 五楼 | 自修室、图书馆学资料室 参考咨询室                     |
| 六楼 | 多功能报告厅、会议室                                  |

## 活动
图书馆经常组织小读者开展书评会、作品欣赏会、故事会、报告会等，并组织他们与作家或科学家见面，开展各种智力竞赛，并举办书法、绘画、电脑、科学育儿等各种培训班。
图书馆还会对失学儿童、失足儿童等群体送书、送活动上门。。